# José Almada
José de Almada Guedes Machado (Guimarães, 6 de Setembro de 1951 - ), conhecido por José Almada, é um cantor português.

## Percurso
José Almada gravou, em 1970, o LP "Homenagem", com arranjos e direcção de Pedro Osório, para a editora ZIP-ZIP. É editado também o EP "Mendigo".
Grava o EP "Vento Irado" que é proibido pela Censura.
É mobilizado para o ultramar e regressa após o 25 de Abril. Em 1975 grava o álbum "Não, Não, Não Me Estendas a Mão" para a Decca (Valentim de Carvalho).
José Almada já casado, 2ª vez, volta a gravar de novo (pela primeira um CD ao vivo) "Concerto de Viana" 2007
Em 2011 grava o CD "Sentimento Imortal", para a editora Metro-Som, com dez temas novos.

## Discografia
- Homenagem (LP, Zip-Zip, 1970)
- Mendigo" (EP, Zip-Zip, 1970)
- Vento Irado (EP, Zip-Zip, 1971/2) Oh Pastor Que Choras/Mendigo II/Vento Irado/Cala Os Olhos Vagabundo
- Não, Não, Não Me Estendas a Mão (Lp, Decca, 1975)
- José Almada Ao Vivo (CD, 2007)- gravado ao vivo num espectáculo em Viana do Castelo
- Sentimento Imortal (CD, Metro-Som, 2011)

## Ligações
- http://guedelhudos.blogspot.com/search/label/Jos%C3%A9%20Almada